# John Henry Lorimer
John Henry Lorimer (Edimburgo, 12 de agosto de 1856 - Edimburgo, 4 de novembro de 1936) foi um pintor escocês, cuja obra artística é composta sobretudo por retratos e cenas da vida quotidiana.
Lorimer nasceu em Edimburgo, filho de James Lorimer, professor Regius de direito público na Universidade de Edimburgo de 1862 a 1890. Estuda na Academia de Edimburgo da Universidade de Edimburgo e em 1875 na Royal Scottish Academy. Recebe formação de William McTaggart e George Paul Chalmers. Estuda posteriormente em Paris com Carolus-Duran. O seu irmão mais novo foi o célebre arquiteto Sir Robert Lorimer, que representou em pintura em conjunto com as irmãs. O primeiro retrato de Lorimer é o da sua mãe Hannah, feito em 1875 aos 19 anos.
John Henry Lorimer viajou por Espanha e Itália, e esteve em Argel entre 1877 e 1891. Expôs na Royal Scottish Academy a partir de 1873 e na Royal Academy a partir de 1878. Entre as suas obra mais importantes estão The Ordination of Elders in a Scottish Kirk, exposta na Galeria Nacional da Escócia e Spring Moonlight que integra o acervo do Kirkcaldy Museum and Art Gallery. Era o pintor preferido dos leitores do jornal local The Fife Free Press. O quadro Kellie Castle Garden foi vendido em leilão em 2000 por 32900 £. Os seus retratos influenciaram pintores como Lyon Playfair, Joseph Lister, Peter Hately Waddell e Frederick Guthrie Tait.
John Henry Lorimer foi eleito membro associado da Royal Scottish Academy em 1882 e nomeado académico a tempo inteiro em 1900. Mostrou 123 obras na Royal Scottish Academy e 43 obras na Royal Academy de Londres.
Em 1878, a família Lorimer compra a propriedade do castelo de Kellie em Fife e começa o restauro para a usar como casa de férias. Muitas pinturas de Lorimer incluem o castelo de Kellie como sujeito ou cenário; o seu atelier é instalado numa das torres com vista para o jardim. O castelo de Kellie torna-se residência familiar permanente, após compra em 1948 pelo filho de Robert Lorimer, o escultor Hew Lorimer. O castelo pertence hoje ao National Trust for Scotland que mantém uma exposição temporária das suas obras, e também das do seu irmão Robert Lorimer e do seu sobrinho Hew Lorimer.

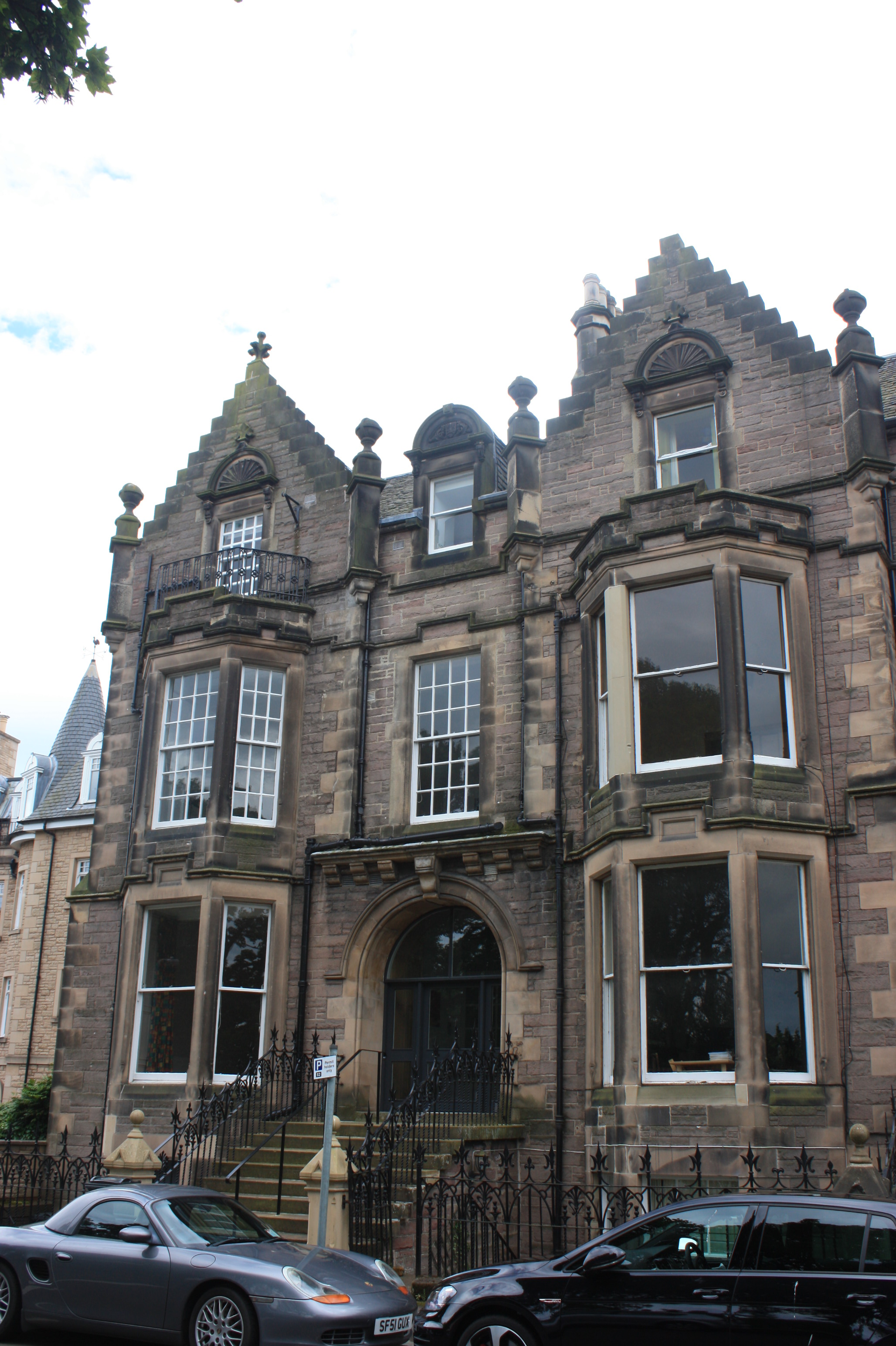
1 Bruntsfield Crescent, Edimburgo.

Mais tarde iria residir em 1 Bruntsfield Crescent em Edimburgo, numa grande casa renovada pelo seu irmão Robert. A irmã Louise Lorimer vivia com eles. O artista Robert Gibb vivia ao lado, em 2 Bruntsfield Crescent.
John Henry Lorimer foi vice-presidente da Associação Astronómica de Edimburgo (hoje conhecida como Sociedade Astronómica de Edimburgo) e deixou a esta um legado póstumo. A medalha Lorimer da SAE é dada em seu nome, sendo a primeira sido atribuída a Sir James Jeans em 1937.
John Henry Lorimer morreu na Gyles House, Pittenweem, Fife, em 4 de novembro de 1936. Foi sepultado junto dos seus pais, irmãos e irmãs, no jazigo familiar no cemitério de Newburn, na área rural de Fife.